# Dernier Cri (film, 1988)
Pour plus de détails, voir Fiche technique et Distribution.
Dernier Cri est un film français réalisé par Bernard Dubois, sorti en 1988.

## Fiche technique
- Titre : Dernier Cri
- Réalisation : Bernard Dubois
- Scénario : Jacques Baynac, Christian Biegalski et Bernard Dubois
- Photographie : Marc-André Batigne
- Son : Antoine Ouvrier
- Montage : Chantal Ellia
- Production : Harvert Productions
- Pays d'origine :  France
- Durée : 90 minutes
- Date de sortie : France, 20 janvier 1988

## Distribution
- Christine Laurent : Raphaëlle
- Hubert Lucot : Henri
- Catherine Bonnin : Carole
- Eric Mitchell	: Alex
- Julien Dubois : Fabien
- Pascal Kané : le conseiller militaire américain
- Jean-Claude Vannier : Umberto Fizzi
- Agathe Vannier : Catherine Veilland
- Yann Dedet
- Patricia Fauron
- Philippe Garrel